# Spinosaurus
Spinosaurus aegyptiacus
Vous lisez un « article de qualité » labellisé en 2010.
Genre
Espèce
Synonymes
- Spinosaurus maroccanus[1]
- Sigilmassasaurus brevicollis[1]

Spinosaurus est un genre fossile de dinosaures théropodes appartenant à la famille fossile des Spinosauridae et ayant vécu à l'Albien (partie supérieure du Crétacé inférieur, il y a environ 100 Ma) et au Cénomanien (base du Crétacé supérieur, il y a environ 97 Ma), dans ce qui est actuellement l'Afrique du Nord.
Les connaissances sur ce dinosaure reposèrent pendant plus d'un siècle sur des ossements crâniens et post-crâniens décrits au début du XXe siècle par le paléontologue allemand Ernst Stromer et associés à l'espèce Spinosaurus aegyptiacus. Ces ossements furent détruits durant la Seconde Guerre mondiale, en 1944, lors d'un bombardement aérien de la ville de Munich. De nouveaux restes associés découverts en 2014 et appartenant probablement à un seul et même individu de Spinosaurus aegyptiacus ont toutefois apporté des informations nouvelles sur l'anatomie et le mode de vie de ce dinosaure qui pourrait avoir été quadrupède et semi-aquatique. Une seconde espèce de Spinosaurus, S. maroccanus a été nommée sur base de vertèbres cervicales et dorsales et d'éléments crâniens provenant du Maroc mais la majorité des paléontologues la considèrent comme non valide.
Spinosaurus est un animal au museau long et étroit portant une rangée sigmoïde de dents coniques. Les scientifiques s'accordent à dire que les Spinosauridae comme Spinosaurus, qui possèdent un crâne crocodiliforme, étaient des animaux au moins partiellement piscivores, capable de se nourrir également d'autres proies comme de jeunes dinosaures et des ptérosaures.
Spinosaurus se distingue des autres spinosauridés par la présence d'une crête nasale élevée au-dessus des yeux, des narines externes proches de l'orbite ainsi qu'une hypertrophie des épines neurales des vertèbres dorsales. Selon Stromer, ces processus épineux, qui pouvaient atteindre plus de 160 centimètres de hauteur, sous-tendaient une voile de peau. Cependant, certains scientifiques estiment que les épines neurales auraient été plutôt le support d'une bosse de muscle, à la manière des bisons actuels. Un museau de Spinosaurus décrit dans les années 2000 démontre la grande taille que pouvait atteindre ce dinosaure, avec une reconstitution du crâne basé sur celui d'Irritator et un corps reconstruit à partir de Baryonyx. Si les plus grandes estimations se révélaient exactes, il s'agirait là du plus grand théropode connu, mais également du plus grand carnivore terrestre que la Terre ait porté.

## Découverte

### Stromer etSpinosaurus
Les premières découvertes de Spinosaurus remontent au début du XXe siècle lors de l'expédition paléontologique allemande commanditée par le paléontologue Ernst Freiherr Stromer von Reichenbach et secondée par son collecteur de fossiles austro-hongrois Richard Markgraf. C'est au printemps 1912 que ce dernier découvre et déterre une série d'ossements ensevelis sous 30 centimètres de grès et un mètre d'argile dure. Selon les écrits de Stromer, le site fossilifère se situe à quelques kilomètres au nord de Gebel el Dist, petit village de la vallée de Baharija (ou Bahariya) se trouvant dans le Nord de l'Égypte et à l'ouest du Nil. Les ossements dégagés comprennent entre autres une mandibule dépourvue de son extrémité postérieure, une dizaine de dents individuelles, des côtes incomplètes ainsi que des vertèbres cervicales, dorsales, sacrales et caudales. Ernst Stromer, à l'époque de la découverte, est revenu d'Égypte depuis un an et Markgraf fait ainsi parvenir les nouveaux ossements au paléontologue allemand qui travaille alors dans son bureau de l'Académie des Sciences de Munich. Le 6 novembre 1915, Stromer présente le résultat de ses recherches égyptiennes dans les comptes rendus de l'Académie Royale des Sciences de Bavière où il décrit et illustre par deux grandes planches les ossements d'un tout nouveau dinosaure qu'il nomme Spinosaurus aegyptiacus.
En 1934, le paléontologue décrit de nouveaux restes fragmentaires comprenant des vertèbres cervicales, dorsales et caudales ainsi que des os des membres postérieurs (tibia, fémur et phalanges du pied) qui proviennent également du site égyptien de Baharija. Il rapproche ces ossements à Spinosaurus mais, du fait de sa plus petite taille et de plusieurs différences morphologiques avec l'espèce aegyptiacus, il nomme ce nouveau spécimen « Spinosaurus B ». Selon certains scientifiques, les os de ce dernier n'appartiendraient cependant pas à un seul et même individu puisque les vertèbres seraient celles d'un dinosaure large et corpulent tandis que les os des membres viendraient plutôt d'un théropode large mais gracile. « Spinosaurus B » ne fut d'ailleurs pas considéré comme un Spinosauridae et d'après certains paléontologues les ossements rapportés à ce genre appartenaient à un théropode d'une autre famille (tel Bahariasaurus),,, très probablement un Tetanurae indéterminé, voire à un ornithopode selon certains. Néanmoins, la découverte récente de nouveau matériel de Spinosaurus au Maroc en 2014 semble confirmer le fait que l'entièreté des ossements rapporté au genre Spinosaurus par Ernst Stromer appartiennent bel et bien à ce dinosaure.
La totalité des ossements de l'holotype de Spinosaurus aegyptiacus ainsi que ceux du théropode « Spinosaurus B » furent détruits lors d'un raid aérien des bombardiers de la British Royal Air Force sur Munich dans la nuit du 24 au 25 avril 1944,. Le bombardement endommagea sévèrement le bâtiment qui hébergeait le Paläontologische Staatssammlung München et détruisit une grande partie de la collection de Stromer qui provenait d'Égypte. Deux photos des ossements prises avant leur disparition ont été récemment redécouvertes.
Une expédition américano-égyptienne dirigée par le paléontologue Peter Dodson s'est à nouveau rendue dans l'oasis de Baharija et semble avoir mis au jour du nouveau matériel de Spinosaurus qui n'a pas encore été décrit dans la littérature.

### Découvertes dans les Kem Kem

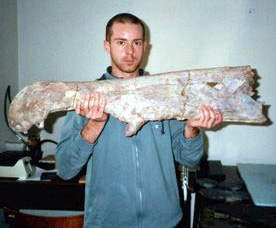
Museau de Spinosaurus aegyptiacus découvert au Maroc en 1975.

C'est en 1971 que l’Institut et Muséum de géologie et de paléontologie du Georg-August-Universität de Göttingen en Allemagne demande au docteur H. Alberti et deux de ses employés (O. Chérif et U. George) de récolter des ossements dans le « Continental Intercalaire » de la base de la Hammada du Guir près de la ville de Taouz au Maroc,. Le matériel ramené à Göttingen comprend un maxillaire incomplet décrit plus tardivement par Buffetaut qui rapporte cet os du crâne au genre Spinosaurus,.
Depuis cette mission paléontologique allemande, les autochtones, conscients de la richesse fossilifère de cette région et encouragés à développer un marché de fossiles, fouillent de toutes parts les niveaux fossilifères des sites multiples du plateau des Kem Kem et du bassin du Tafilalt situés dans le Sud-Ouest du Maroc. En 1975, un museau quasi complet fut découvert non loin de la ville de Taouz et entreposé dans les collections d'un particulier avant d'être acquis par le Musée d'Histoire naturelle de Milan en 2002 et décrit en 2005 comme étant celui d'un Spinosaurus aegyptiacus. Un museau incomplet ainsi qu'un dentaire gauche découverts dans les mêmes niveaux marocains et entreposés dans les collections du Natural History Museum de Londres furent également attribués à un Spinosaurus aegyptiacus de grande taille en 2003.
Un collectionneur de Cambridge (Brian Ebeharde) qui rassembla un grand nombre d'ossements provenant des Kem Kem légua une partie de sa collection au Canadian Museum of Nature, dont des vertèbres cervicales, un fragment d'os dentaire et des arcs neuraux de vertèbres dorsales qui furent rapportés à une nouvelle espèce de Spinosaurus, S. marroccanus.
Seule une expédition paléontologique menée par le paléontologue Paul Sereno fut lancée dans le Nord du vaste plateau des Kem Kem (non loin du poste frontière de Keneg ed Dal) en 1996. Un ossement érodé, initialement non-identifié, fut entreposé dans les collections paléontologiques de l'Université de Chicago jusqu'en 2002 avant d'être décrit et identifié par plusieurs scientifiques comme étant le nasal d'un Spinosaurus aegyptiacus en 2005.

### Les découvertes tunisiennes
Au printemps 1985, une collaboration entre le « Programme de cartographie géologique et inventaire des substances utiles dans le Sud tunisien » et le laboratoire de Paléontologie des Vertébrés de l'Université de Paris VI permet de découvrir un nouveau gisement de vertébrés non loin de la localité de Bir Miteur, située à une vingtaine de kilomètres au nord-ouest de Foum Tatahouine, en Tunisie. Ce gisement a livré une faune assez riche de poissons et de reptiles, dont des dents attribuées au genre Spinosaurus sp. par Bouaziz et ses collègues en 1988 et en 2000.
Mohamed Ouaja de l'Office National des Mines de Tunisie découvre également non loin de la ville de Ghomrassen dans la région de Tataouine (sud-est de la Tunisie) un fragment de mâchoire inférieure (dentaire) rapporté à l'espèce Spinosaurus aegyptiacus.

### Spinosaurusen Algérie et au Niger

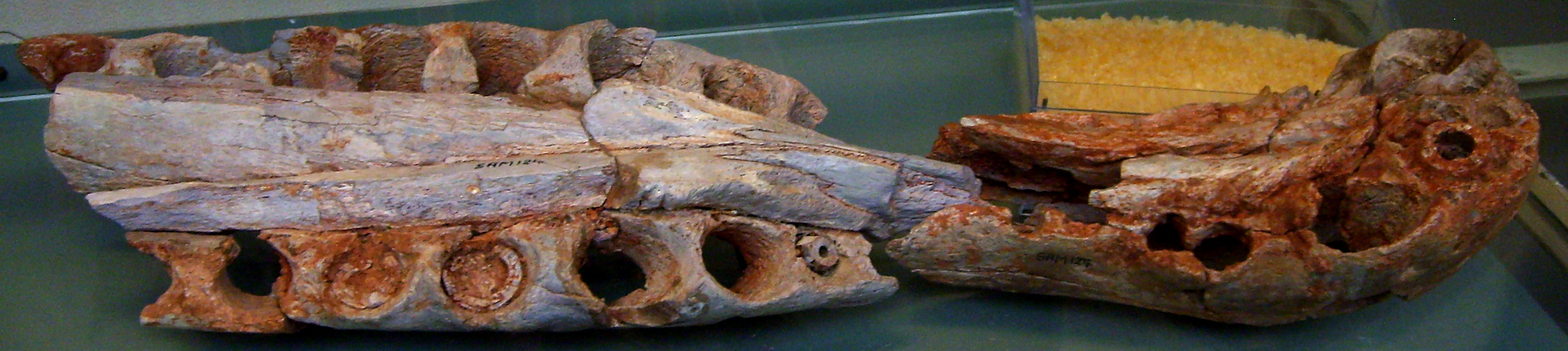
Museau de Spinosaurus maroccanus découvert dans le Tademaït (Algérie). Exposé au Muséum national d'histoire naturelle.

En 1998, des ossements provenant du site de Gara Samani, localisé au nord-ouest du Tademaït en Algérie et comprenant un museau incomplet, des fragments dentaires, des centres de vertèbres cervicales et l'arc neural d'une vertèbre dorsale sont rapportés à l'espèce Spinosaurus maroccanus.
Plus récemment, Brusatte et Sereno ont mentionné l'existence de dents provisoirement référées au genre Spinosaurus sp. dans la région d'Iguidi (désert du Ténéré), au Niger. Des dents attribuées également à Spinosaurus sp. semblent avoir été découvertes au Cameroun (province du Nord), au Kenya (province de la Vallée du Rift) ainsi qu'en Libye (région du djebel Nefoussa). Cependant, aucune publication détaillée sur ces dents n'a encore vu le jour, si bien que leur attribution au genre Spinosaurus reste pour le moment hypothétique.

### Nouvelles découvertes au Maroc

#### 2014

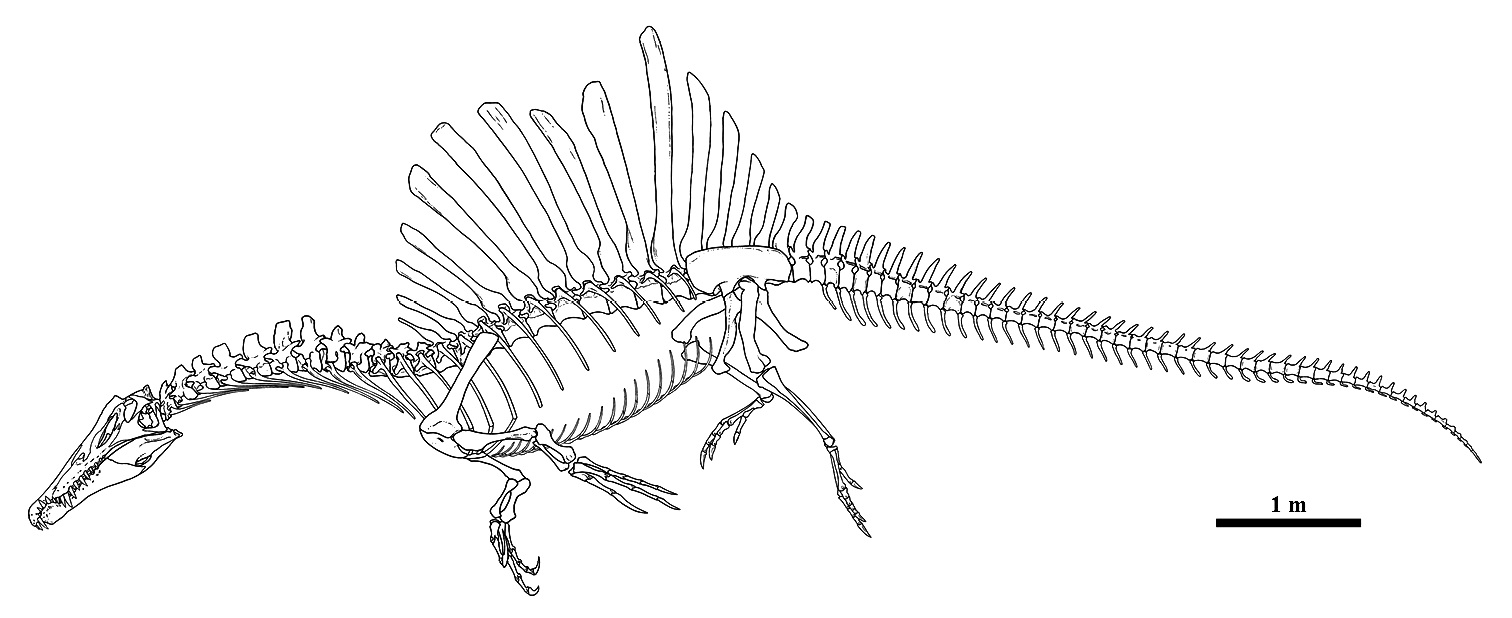
Reconstruction du squelette de S. aegyptiacus en posture de nage (avant la découverte de la nageoire caudale).

Une équipe internationale de paléontologues allemand, américain, italiens, anglais et marocain a fait, en 2014, la découverte de restes associés d'un nouveau spécimen de Spinosaurus aegyptiacus dans le Nord des Kem Kem. Il s'agit du premier squelette en articulation comprenant des éléments crâniens et post-crâniens après ceux découverts par Stromer et détruits en 1944. Parmi les restes récoltés par cette équipe dirigée par le paléontologue allemand Nizar Ibrahim se trouvent des os du crâne (e.g., nasal, préfrontal, quadratojugal, carrés, dentaire, etc.) ainsi que des vertèbres cervicales, dorsales, sacrales et caudales et des ossements des membres postérieurs, dont un pied complet. Cette découverte a permis aux paléontologues de donner pour la première fois une reconstitution fidèle du squelette de Spinosaurus basée sur ces nouveaux ossements et ceux préalablement découverts. Spinosaurus semble ainsi avoir été un animal quadrupède majoritairement aquatique, en démontrent de courtes pattes arrière, de larges doigts de pied probablement palmés, des os denses, et des terminaisons nerveuses à l'extrémité du museau fonctionnant comme des capteurs de mouvements afin de détecter les proies en mouvement dans l'eau. Spinosaurus serait ainsi l'unique théropode quadrupède et l'un des deux seuls théropodes, avec le récemment décrit Halszkaraptor, montrant des adaptations à un mode de vie aquatique.

#### 2019-2020
Début 2019, des vertèbres d'une queue, interprétées comme celles d'un spinosaure, sont découvertes par le paléontologue Nizar Ibrahim (en) dans les Kem Kem, dans le Sahara au sud-est du Maroc. Après des analyses menées par lui et ses collègues en 2019 et 2020, ils en arrivent à la conclusion que s'il s'agit bien d'une queue de spinosaure, celui-ci était doté d'une queue adaptée au déplacement aquatique, proche de celle d'un crocodile ou d'un triturus actuel,. Si tel est le cas, et avec les découvertes de 2014, cela signifierait que Spinosaurus serait un Spinosauridae parfaitement adapté à la nage, et qu'il serait le premier dinosaure non-avien connu adapté au milieu aquatique,.

## Étymologie
Spinosaurus fut nommé par Ernst Stromer en 1915 et dérive de deux racines anciennes, la racine latine spina signifiant « épine » et la racine grecque sauros voulant dire « reptile » ou « lézard ». Stromer voulait en effet mettre en évidence le caractère le plus étonnant de ce nouveau dinosaure, à savoir les processus épineux sur-développés des vertèbres dorsales qui n'avaient encore jamais été observés auparavant chez un dinosaure. Les noms d'espèces aegyptiacus et marrocanus ont été choisis en raison du lieu de découverte des fossiles, respectivement en Égypte et au Maroc.

## Description morphologique

### Crâne

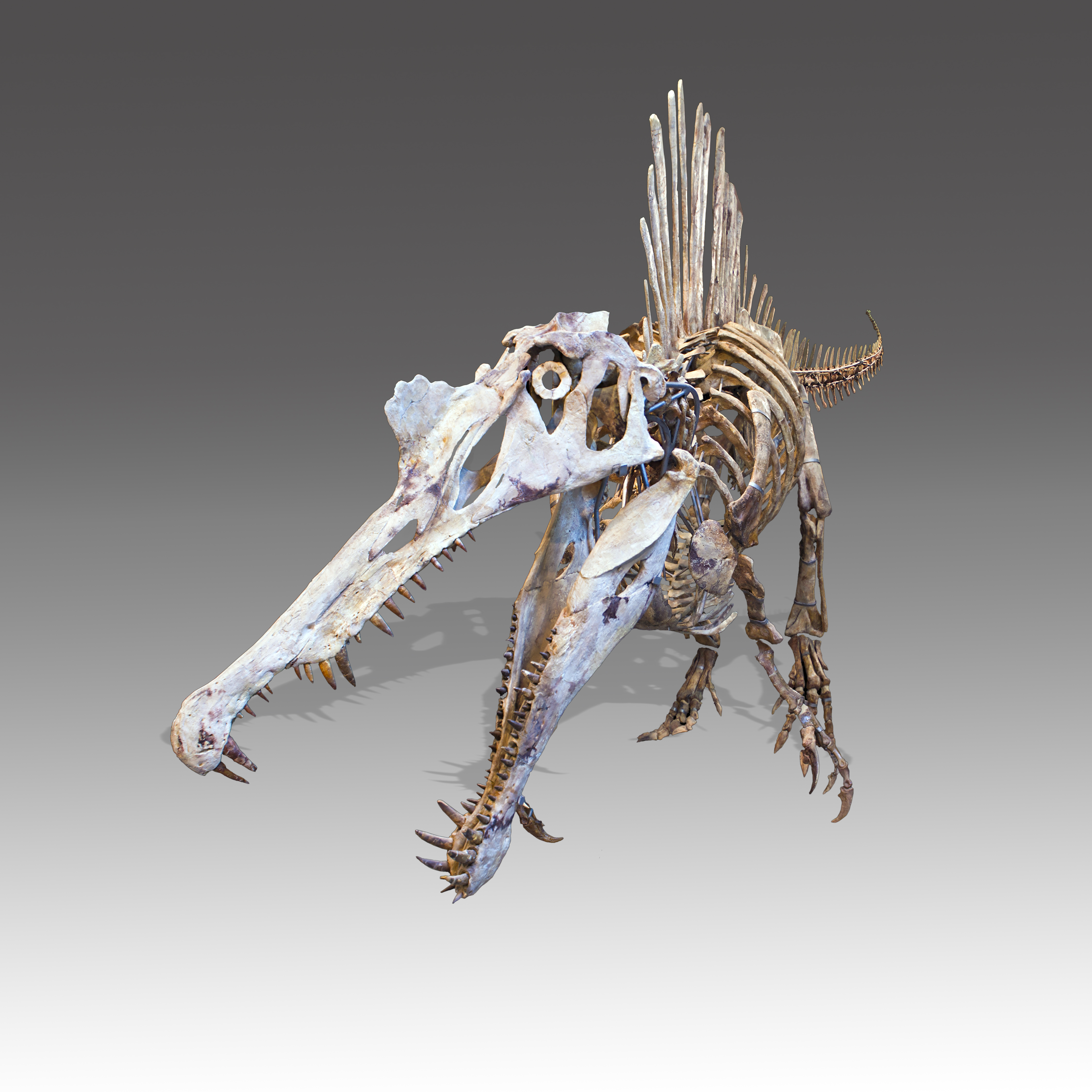
Crâne (et squelette post-crânien) obtenus à partir d'individus différents.

Spinosaurus est un théropode atypique puisqu'il se distingue des autres théropodes jugés plus primitifs comme les Ceratosauria et les Megalosauridae par un crâne très étroit et particulièrement allongé vers l'avant. La tête de ce dinosaure n'est pas sans rappeler celle de certains crocodiliens actuels puisque le crâne, en plus d'être étroit et étiré vers l'avant, possède une marge dentaire[pas clair] sigmoïde, c'est-à-dire en forme de S, ce qui permet à certaines dents du crâne de pointer légèrement vers l'avant.
Ces dernières sont ovales ou subovales en section transversale et ne sont pas orientées verticalement par rapport à la marge dentaire comme la plupart des autres théropodes mais pointent plutôt latéralement. Ceci permet aux dents des mâchoires inférieures et supérieures de s'entrecroiser lorsque Spinosaurus avait la gueule fermée.
La carène dentaire de Spinosaurus n'est généralement pas dentelée ou ne possède de toutes petites denticules qu'à la base de la couronne. La surface de la couronne dentaire montre quant à elle de fines sculptures et la microstructure de l'émail dentaire est prismatique. En vue dorsale, et de même que pour les autres spinosauridés, le museau de Spinosaurus se termine en une forme de spatule, ce qui résulte d'un rétrécissement de la largeur du crâne aux deux tiers du museau. Ce resserrement porte sur une plus large partie du crâne que chez les autres spinosauridés et il existe plusieurs diastèmes entre les dents se trouvant à cet endroit du museau. Le prémaxillaire de Spinosaurus compte 6 à 7 dents, les plus larges étant les secondes et les troisièmes à partir du bout du museau, les plus petites se trouvant au niveau du rétrécissement du museau. Le maxillaire porte quant à lui 12 dents, la plus grande étant située dans la quatrième alvéole,. La face latérale du crâne montre de petites dépressions juste au niveau des diastèmes, ce qui permet aux dents de la mâchoire inférieure de s'entrecroiser avec celles du crâne. En effet, en vue latérale, le rétrécissement du museau coïncide parfaitement avec l'élargissement important de l'extrémité antérieure du dentaire qui porte les dents les plus grandes de la mâchoire. Ainsi, les dents de la mâchoire inférieure étaient visibles lorsque Spinosaurus avait la gueule fermée et la rangée dentaire de la gueule avait une forme sigmoïde. Spinosaurus porte également une crête nasale courte et haute au même niveau que l'orbite.
Spinosaurus est actuellement le membre le plus récent de la famille des Spinosauridae, et la morphologie de son crâne a subi quelques modifications tout au long de l'histoire évolutive des Spinosauridae. Les plus importantes sont la rétraction vers l'arrière des narines externes qui se sont rapprochées considérablement de l'orbite et le fléchissement vers le bas de l'extrémité antérieure du museau.

### Squelette postcrânien
Le trait anatomique le plus marquant chez Spinosaurus est sans conteste la grande élongation des épines neurales qui forment une véritable voile osseuse sur le dos de l'animal, comme chez certains synapsides non mammaliens tels Dimetrodon et Edaphosaurus. Néanmoins, la forme de ces processus épineux est bien différente de celle de ces "reptiles mammaliens" puisqu'ils ne ressemblent d'aucune manière à des aiguilles. Leur forme n'est pas sans rappeler celle des vertèbres dorsales du bison Bison antiquus qui vivait au Pléistocène. Cette ressemblance a amené le biologiste Bailey à déduire que les épines neurales de Spinosaurus n'étaient pas le support d'une voile de peau, mais plutôt d'une bosse de graisse comme c'est le cas chez nos bisons actuels.
Certains scientifiques ont supposé l'absence d'un cou en forme de S typique des théropodes chez Spinosaurus, mais cette hypothèse a été réfutée par la découverte de vertèbres cervicales en connexion montrant distinctement la courbure du cou chez ce théropode,.
Rien n'est pour l'instant connu au niveau de l'anatomie des membres antérieurs et postérieurs et du bassin de Spinosaurus car, mis à part des vertèbres, aucune information sur les éléments postcrâniens n'a encore été publiée dans la littérature. Des griffes de grandes tailles provenant du Maroc sont parfois associées au genre Spinosaurus, mais aucune d'entre elles n'a encore été décrite dans la littérature scientifique, si bien que leur nature ne peut être clairement définie.
En 2019, des vertèbres, interprétées comme étant celles de la queue d'un spinosaure, sont découvertes dans les monts Kem Kem, dans le Sahara au sud-est du Maroc. Des analyses indique que sa queue se rapprocherait de la forme de celle d'un crocodile ou d'un triturus, ce qui en ferait le premier dinosaure non-avien connu totalement adapté au milieu aquatique (lire ci-dessus).

## Systématique

### Phylogénie des Spinosauridae
Dès sa description par Ernst Stromer en 1945, Spinosaurus se distinguait déjà des autres théropodes par la forme de ses dents et la hauteur de ses épines neurales. De ce fait, il fut placé dans la nouvelle famille des Spinosauridae. Cette dernière a par la suite inclus des théropodes fragmentaires et d'affinités incertaines comme Altispinax et Metriacanthosaurus, qui se caractérisaient également par de hautes vertèbres dorsales,. Néanmoins, ce fut Gregory Paul et Éric Buffetaut qui, presque la même année, associèrent Baryonyx walkeri et Spinosaurus aegyptiacus dans la même famille des Spinosauridae. Actuellement, cette famille compte, en plus de Spinosaurus, plusieurs espèces (Baryonyx walkeri, Cristatusaurus lapparenti, Suchomimus tenerensis, Siamosaurus suteethorni, Irritator challengeri, Angaturama limai, Oxalaia quilombensis) réparties dans deux sous-familles distinctes, les Baryonychinae et les Spinosaurinae. Le genre Spinosaurus se trouve dans la sous-famille des Spinosaurinae avec Irritator challengeri (qui est probablement le synonyme junior d'Angaturama limai) et Oxalaia quilombensis, qui partagent avec lui des dents coniques droites ou légèrement recourbées et très peu dentelées ainsi que des narines externes situées en arrière du milieu de la marge dentaire du maxillaire,. Les Spinosauridae sont actuellement classés parmi les Megalosauroidea avec les Megalosauridae.
|  | Baryonyx walkeri(= Suchomimus girardi) |
|  |                                        |
|  | Suchomimus tenerensis                  |
|  |                                        |
|  | Cristatusaurus lapparenti              |
|  |                                        |

|  | Irritator challengeri (= Angaturama limai)                                               |
|  |                                                                                          |
|  | Oxalaia quilombensis                                                                     |
|  |                                                                                          |
|  | \| \| Spinosaurus aegyptiacus[2] \| \| \| \| \| \| Spinosaurus maroccanus[1] \| \| \| \| |
|  |                                                                                          |
|  | Spinosaurus aegyptiacus                                                                  |
|  |                                                                                          |
|  | Spinosaurus maroccanus                                                                   |
|  |                                                                                          |

|  | Spinosaurus aegyptiacus |
|  |                         |
|  | Spinosaurus maroccanus  |
|  |                         |

|  | Baryonyx walkeri(= Suchomimus girardi) |
|  |                                        |
|  | Suchomimus tenerensis                  |
|  |                                        |
|  | Cristatusaurus lapparenti              |
|  |                                        |

|  | Irritator challengeri (= Angaturama limai)                                               |
|  |                                                                                          |
|  | Oxalaia quilombensis                                                                     |
|  |                                                                                          |
|  | \| \| Spinosaurus aegyptiacus[2] \| \| \| \| \| \| Spinosaurus maroccanus[1] \| \| \| \| |
|  |                                                                                          |
|  | Spinosaurus aegyptiacus                                                                  |
|  |                                                                                          |
|  | Spinosaurus maroccanus                                                                   |
|  |                                                                                          |

|  | Spinosaurus aegyptiacus |
|  |                         |
|  | Spinosaurus maroccanus  |
|  |                         |

|  | Baryonyx walkeri(= Suchomimus girardi) |
|  |                                        |
|  | Suchomimus tenerensis                  |
|  |                                        |
|  | Cristatusaurus lapparenti              |
|  |                                        |

|  | Irritator challengeri (= Angaturama limai)                                               |
|  |                                                                                          |
|  | Oxalaia quilombensis                                                                     |
|  |                                                                                          |
|  | \| \| Spinosaurus aegyptiacus[2] \| \| \| \| \| \| Spinosaurus maroccanus[1] \| \| \| \| |
|  |                                                                                          |
|  | Spinosaurus aegyptiacus                                                                  |
|  |                                                                                          |
|  | Spinosaurus maroccanus                                                                   |
|  |                                                                                          |

|  | Spinosaurus aegyptiacus |
|  |                         |
|  | Spinosaurus maroccanus  |
|  |                         |

|  | Baryonyx walkeri(= Suchomimus girardi) |
|  |                                        |
|  | Suchomimus tenerensis                  |
|  |                                        |
|  | Cristatusaurus lapparenti              |
|  |                                        |

|  | Irritator challengeri (= Angaturama limai)                                               |
|  |                                                                                          |
|  | Oxalaia quilombensis                                                                     |
|  |                                                                                          |
|  | \| \| Spinosaurus aegyptiacus[2] \| \| \| \| \| \| Spinosaurus maroccanus[1] \| \| \| \| |
|  |                                                                                          |
|  | Spinosaurus aegyptiacus                                                                  |
|  |                                                                                          |
|  | Spinosaurus maroccanus                                                                   |
|  |                                                                                          |

|  | Spinosaurus aegyptiacus |
|  |                         |
|  | Spinosaurus maroccanus  |
|  |                         |

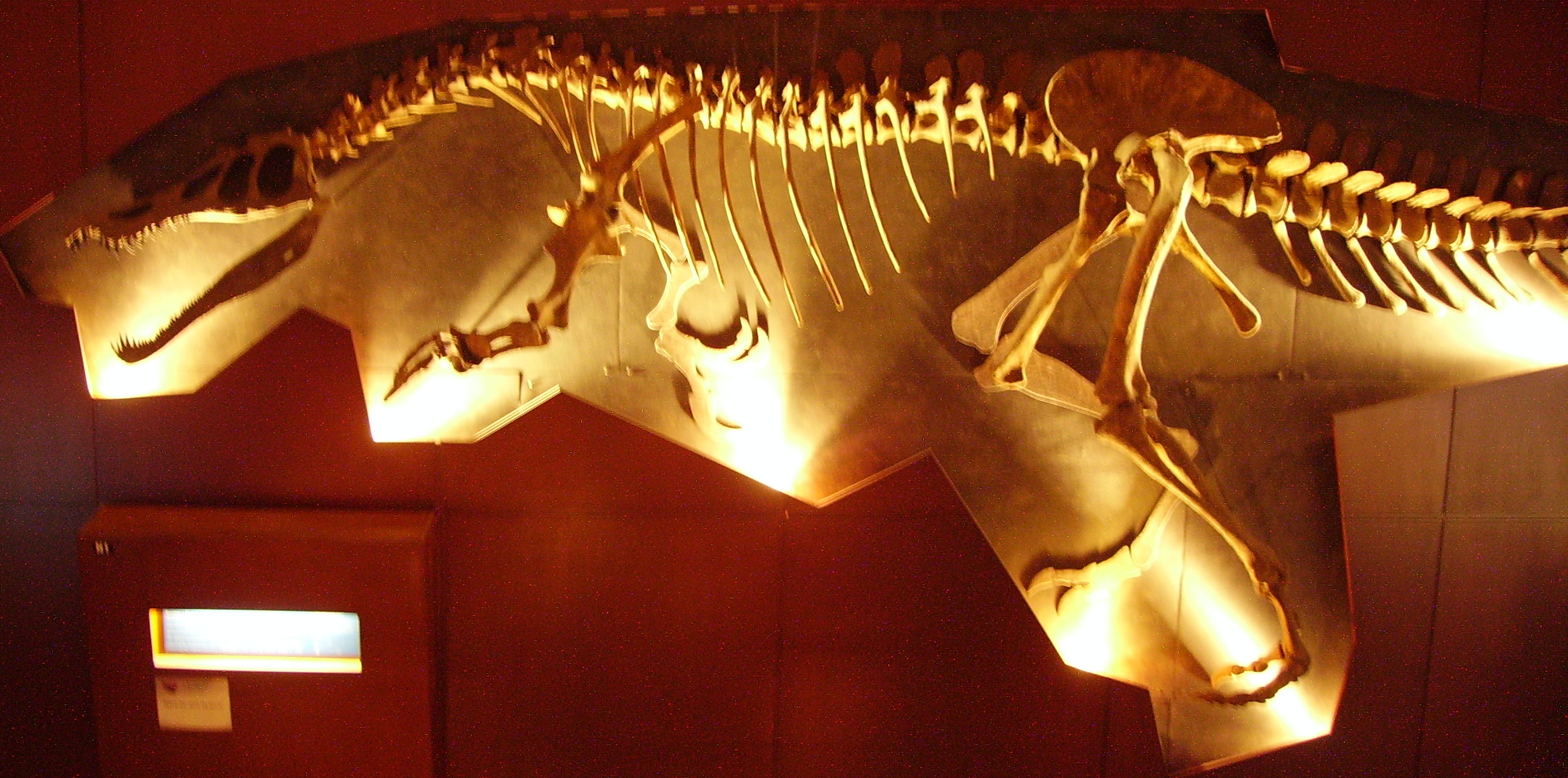
Baryonyx walkeri
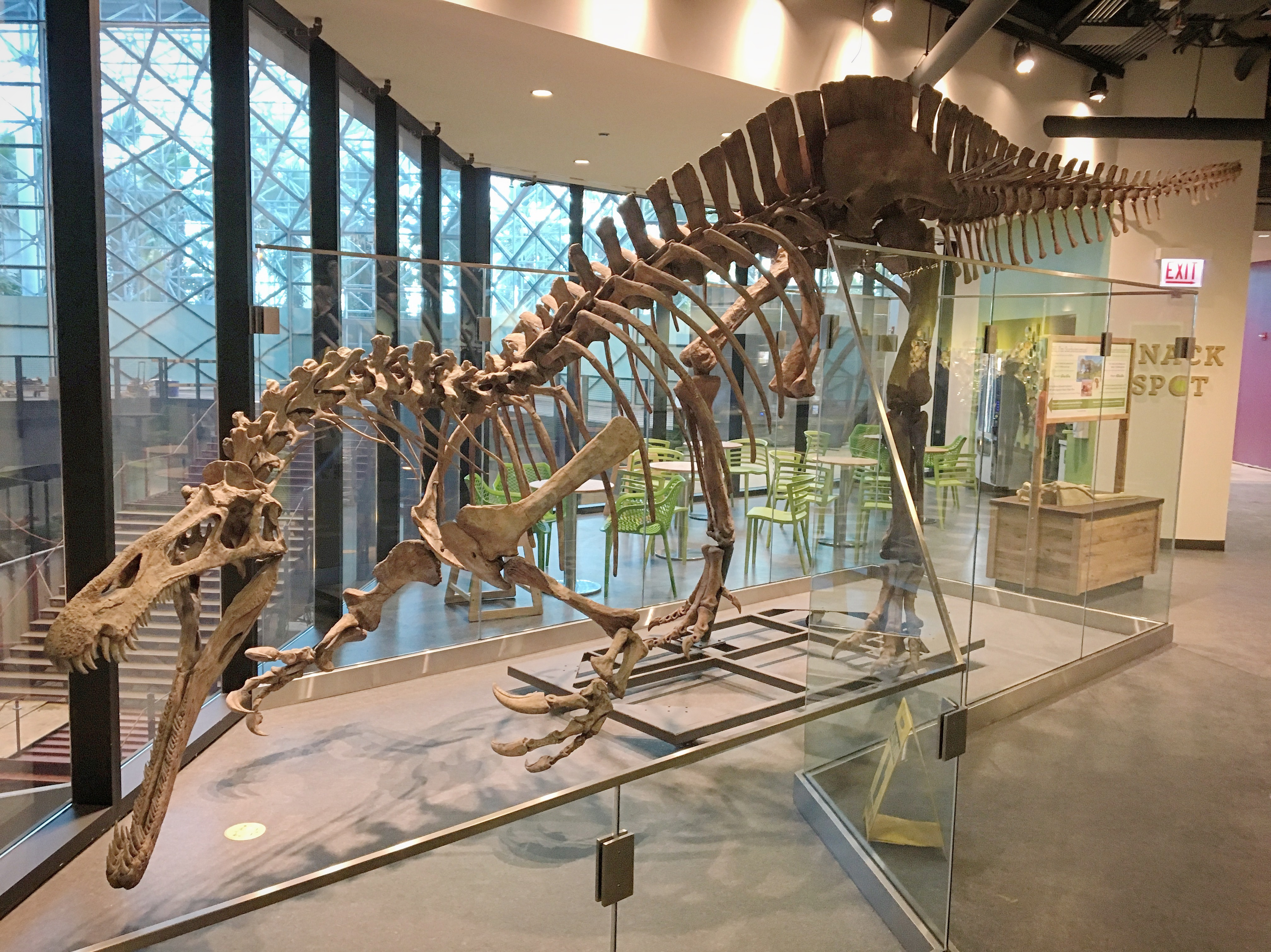
Suchomimus tenerensis
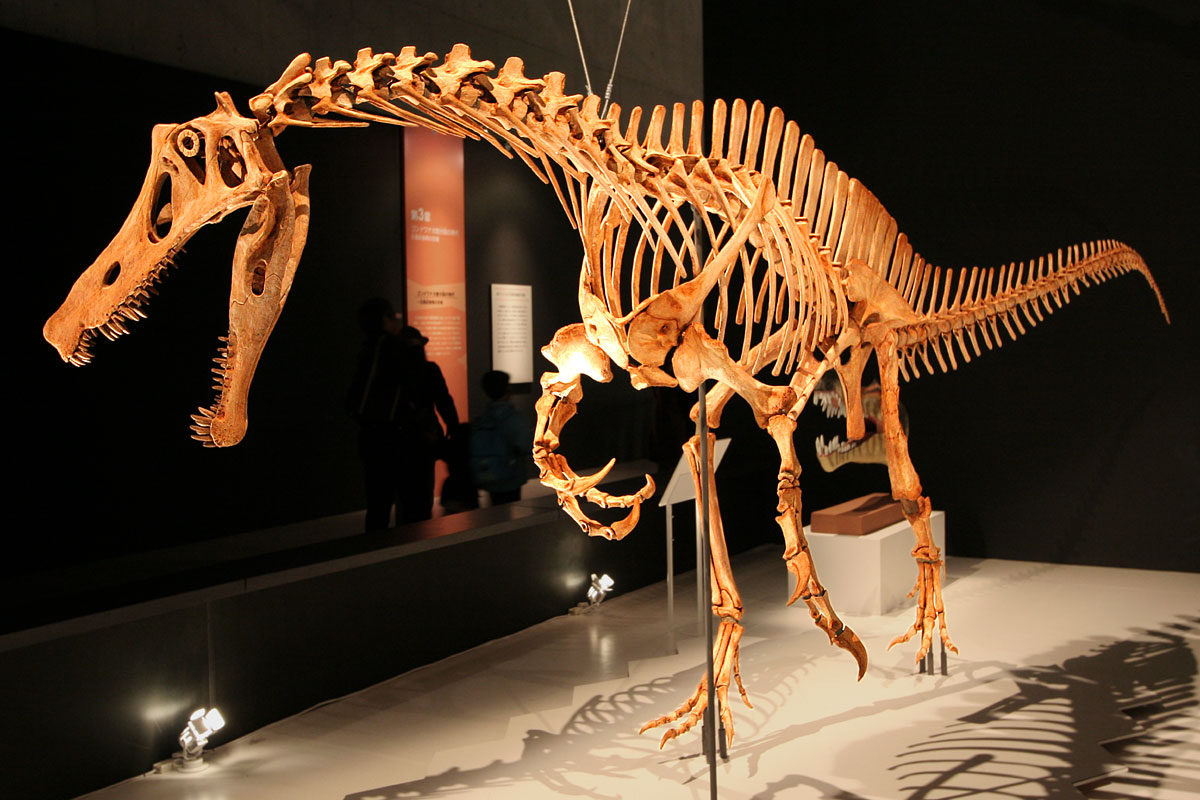
Irritator challengeri

### Taxonomie
En 2014, seules deux espèces de Spinosaurus ont été décrites :
- Spinosaurus aegyptiacus[2] ;
- Spinosaurus maroccanus[1].

La première, S. aegyptiacus, nommée par Ernst Stromer, reposait jusqu'en 2014 sur un certain nombre d'ossements crâniens et postcrâniens qui ont disparu lors d'un bombardement pendant la Seconde Guerre mondiale. Néanmoins, les excellentes illustrations des ossements faites par Stromer sous forme de gravure ont permis à d'autres ossements d'être rapportés à cette même espèce,. Certains auteurs ont par ailleurs émis l'hypothèse que le matériel post-crânien de cette espèce pourrait appartenir à plusieurs théropodes différents, faisant de l'holotype de Spinosaurus aegyptiacus une chimère. Cette hypothèse a cependant été rejetée par plusieurs scientifiques qui estiment que Spinosaurus aegyptiacus est bel et bien une espèce valide,. En 2014, de nouveau ossements de Spinosaurus découverts dans les Kem Kem beds du sud-est marocain ont permis de définir un néotype (un spécimen type désigné à la suite de la perte ou la destruction de tout matériel original ayant défini une espèce) de Spinosaurus aegyptiacus.
La seconde, S. maroccanus, fut érigée par Dale Russell sur base d'une vertèbre cervicale, d'un fragment de dentaire et d'arcs neuraux de vertèbres dorsales découverts au Maroc. Selon Russell, Spinosaurus maroccanus se distinguerait de son homologue égyptien par une différence de proportion du centrum des vertèbres cervicales (rapport longueur/hauteur d'1,5 pour l'espèce marocannus et d'1,1 pour l'espèce ægyptiacus). Cette distinction est discutable pour Sereno et ses collègues, faible pour Buffetaut et Ouaja, incorrecte pour Rauhut et non justifiée pour Dal Sasso et ses collègues, si bien que l'espèce S. maroccanus est vue comme un nomen dubium par l'ensemble de ces auteurs. Néanmoins, d'autres ossements (un museau incomplet, des fragments d'os dentaire, des centres de vertèbres cervicales et l'arc neural d'une vertèbre dorsale) provenant d'Algérie ont été également rapportés à l'espèce marocanus sur la base de cet unique critère.

## Distribution stratigraphique et paléogéographique
Le genre Spinosaurus est présent dans toute l'Afrique du Nord puisque des restes attribués à ce théropode ont été découverts avec certitude au Maroc, en Algérie, en Tunisie, au Niger et en Égypte.
Les plus anciens restes avérés proviennent actuellement de l'Albien inférieur de la Formation de Chenini située dans la région de Tatahouine au sud est de la Tunisie et furent attribués à l'espèce S. aegyptiacus. Le matériel découvert dans les roches de Gara Samani en Algérie et associé à l'espèce S. maroccanus est également daté de l'Albien. La totalité des restes de Spinosaurus découverts au Maroc (Continental Intercalaire, Continental Red Beds ou encore Kem Kem Beds), en Égypte (Formation de Bahariya) et au Niger (Formation d'Echkar) sont datés du Cénomanien,, voire plus précisément du Cénomanien inférieur.
Du matériel associé sans certitude au genre Spinosaurus sp. a été reporté en Libye dans des roches provisoirement datées du Tithonien-Néocomien, ainsi qu'au Kenya dans les Turkana Grits datés du Turonien-Santonien. Ce matériel n'a cependant pas été réétudié et redécrit dans la littérature scientifique depuis lors.

## Paléobiologie

### Régime alimentaire
Aucune preuve directe ne permet de connaître avec certitude le régime alimentaire de Spinosaurus aegyptiacus, mais un grand nombre de preuves indirectes relatives à l'anatomie, au mode de vie et à l'environnement de Spinosaurus tendent à montrer que l'alimentation de ce dinosaure était au moins partiellement piscivore. Plusieurs preuves directes du régime alimentaire des Spinosauridae ont révélé une certaine diversité des proies consommées par ces théropodes. En effet, il fut découvert dans la région stomacale de Baryonyx walkeri des restes abrasés d'un Iguanodontidae juvénile ainsi que des écailles et des dents de poissons du genre Lepidotes attaqués par des sucs gastriques. Une vertèbre cervicale de ptérosaure perforée par une dent de Spinosauridae fut également découverte dans la Formation de Santana au Brésil. Ainsi, il est très probable que Spinosaurus aegyptiacus ait pu consommer des proies diverses comme des ptérosaures et des dinosaures juvéniles.

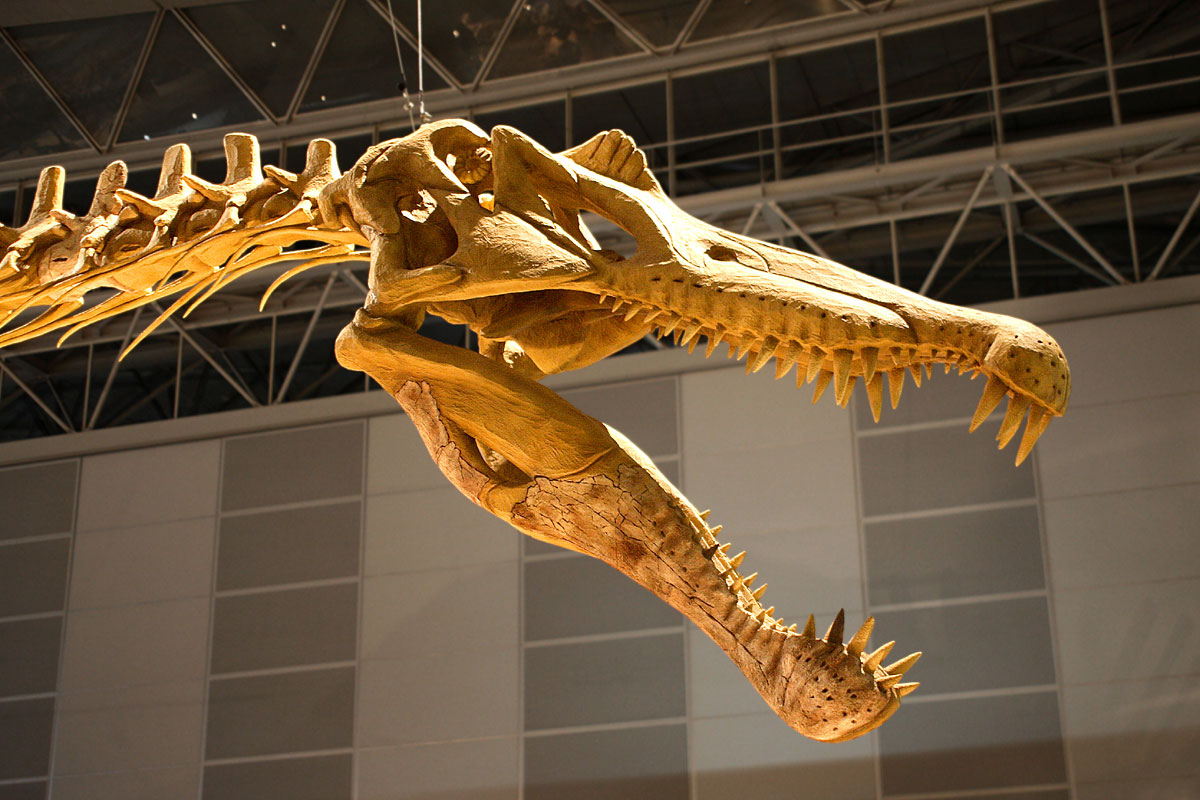
Crâne crocodiliforme de Spinosaurus aegyptiacus.

Néanmoins, le crâne étroit et frêle de ce Spinosauridae, ses dents coniques et faiblement dentelées, et la position très postérieure de ses narines externes semblent aller dans le sens d'un régime surtout piscivore. Selon certains auteurs, la mécanique de la mâchoire va également dans cette direction puisque la forme de l'articulation entre le crâne et la mâchoire permettait aux branches de la mandibule de s'écarter lorsque l'animal ouvrait la gueule. Ceci semble avoir été permis grâce à une symphyse mandibulaire relativement courte et faible donnant une certaine mobilité aux deux dentaires pour qu'ils puissent s'écarter chez Spinosaurus. Selon certains scientifiques, les Spinosauridae tels que Spinosaurus avaient ainsi la possibilité d'élargir la gueule afin d'avaler de grandes proies, à l'instar de certains ptérosaures (Pteranodon) et de nos pélicans actuels.
La très grande abondance de grands dinosaures carnivores (Spinosaurus, Carcharodontosaurus, Deltadromeus, Sigilmassasaurus et Abelisauridae) dans le site des Kem Kem et la faible proportion relative de dinosaures herbivores implique l'existence de niches écologiques distinctes pour ces dinosaures prédateurs qui sont par ailleurs munis de crânes et de dents morphologiquement très différents. Certains paléontologues estiment ainsi que les poissons, foisonnants dans cet écosystème deltaïque, devaient probablement faire partie de l'alimentation de Spinosaurus puisque tout semble indiquer qu'il s'était adapté à un tel régime,.

### Mode de vie

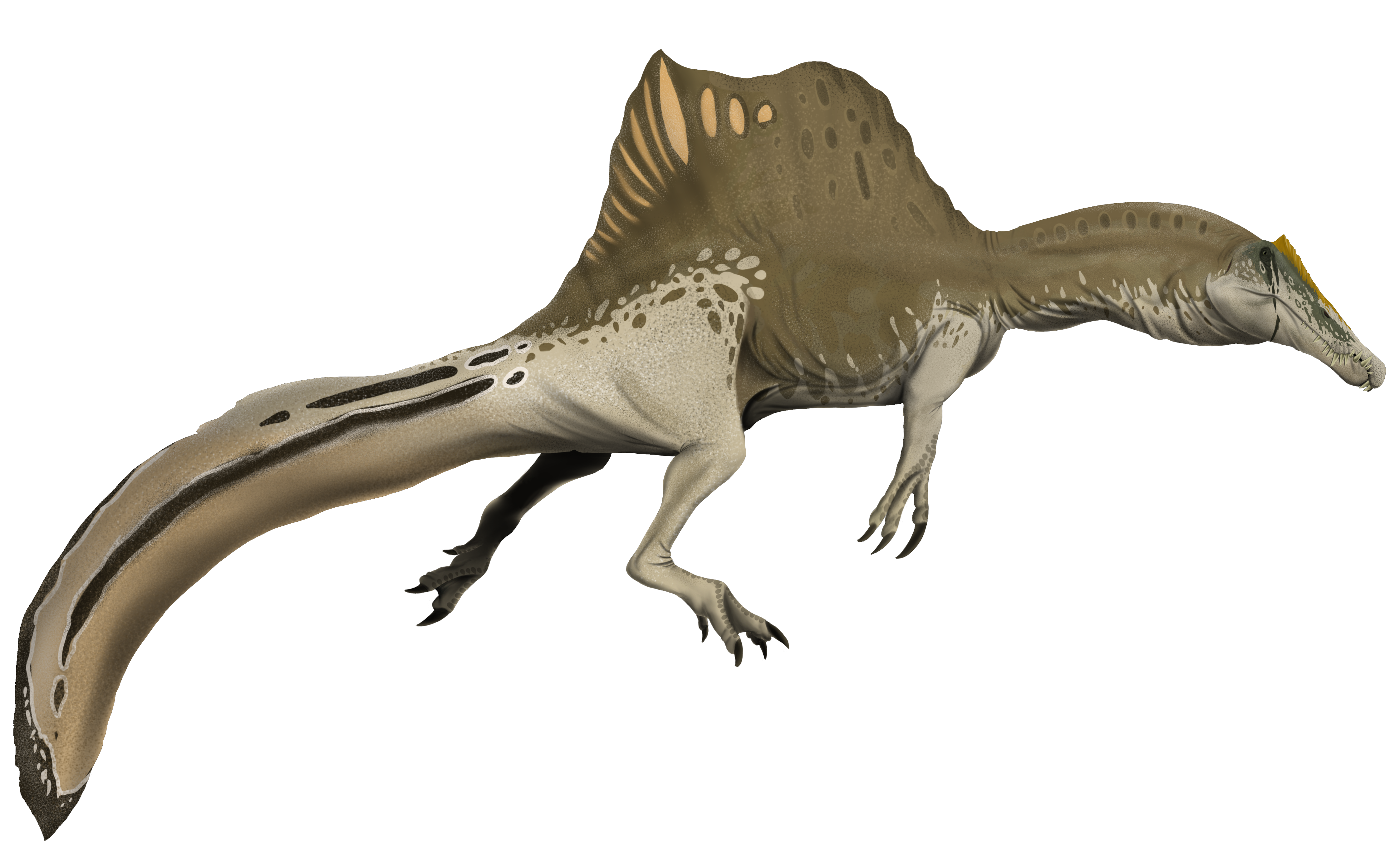
Vue d'artiste d'un Spinosaurus aegyptiacus dans une position de nage.

Bien que Spinosaurus soit généralement représenté comme un animal bipède, il a été suggéré par plusieurs auteurs que ce théropode aurait été plutôt quadrupède,,. Avant 2014, les membres antérieurs et postérieurs n'avaient pas encore été découverts chez Spinosaurus et rien ne permettait de favoriser une posture plutôt qu'une autre chez cet animal. La morphologie des bras et des membres postérieurs d'autres Spinosauridae comme Baryonyx walkeri semblait cependant privilégier une posture bipède, avec une position quadrupède occasionnelle envisageable. La découverte récente, au cours de l'année 2014, des os des membres postérieurs de Spinosaurus a néanmoins confirmé une posture quadrupède chez ce dinosaure. Les pattes de Spinosaurus semblent en effet avoir été particulièrement courtes, repoussant ainsi le centre de gravité de ce théropode vers l'avant, ce qui ne l'aurait pas permis d'adopter un mode de locomotion bipède même si cela reste purement théorique, les ossements appartenant à plusieurs animaux différents.
En raison de la morphologie des membres antérieurs et postérieurs des Spinosauridae, les membres de cette famille ont toujours été perçus comme des animaux terrestres, vivant essentiellement sur la terre ferme comme les autres théropodes. Une étude récente portant sur la composition isotopique de l'oxygène des dents de certains Spinosauridae a cependant révélé que ces théropodes avaient plutôt un mode de vie semi-aquatique, à la manière des crocodiles et des tortues actuels. Les valeurs de δ18Op des dents de Spinosauridae semblent en effet être plus basses que celles des autres théropodes contemporains et se situer dans la même fourchette de valeurs que celles obtenues chez les crocodiliens et les tortues. Néanmoins, la signature isotopique obtenue pour les dents de Spinosaurus provenant du Maroc (Cénomanien) et de Tunisie (Aptien) ne démontre pas nettement un mode de vie semi-aquatique chez ce dinosaure. D'après certains paléontologues, le fait de coexister avec plusieurs grands théropodes sur la terre ferme, et des crocodiliens géants dans les rivières et les lacs, et d'être ainsi en compétition avec un grand nombre de prédateurs pour trouver de la nourriture, aurait forcé Spinosaurus à être opportuniste et à alterner un mode de vie terrestre et semi-aquatique.
L'étude d'une vertèbre cervicale identifiée comme appartenant à Spinosaurus maroccanus à l'aide d'un scanner TAC a montré l'existence d'ostéoporose chez ce dinosaure. Néanmoins, la vertèbre, qui fut découverte dans le Tafilalet (Maroc) et décrite par Russel en 1996, ne serait pas celle d'un Spinosaurus mais du théropode énigmatique Sigilmassasaurus selon certains paléontologues spécialistes des théropodes.

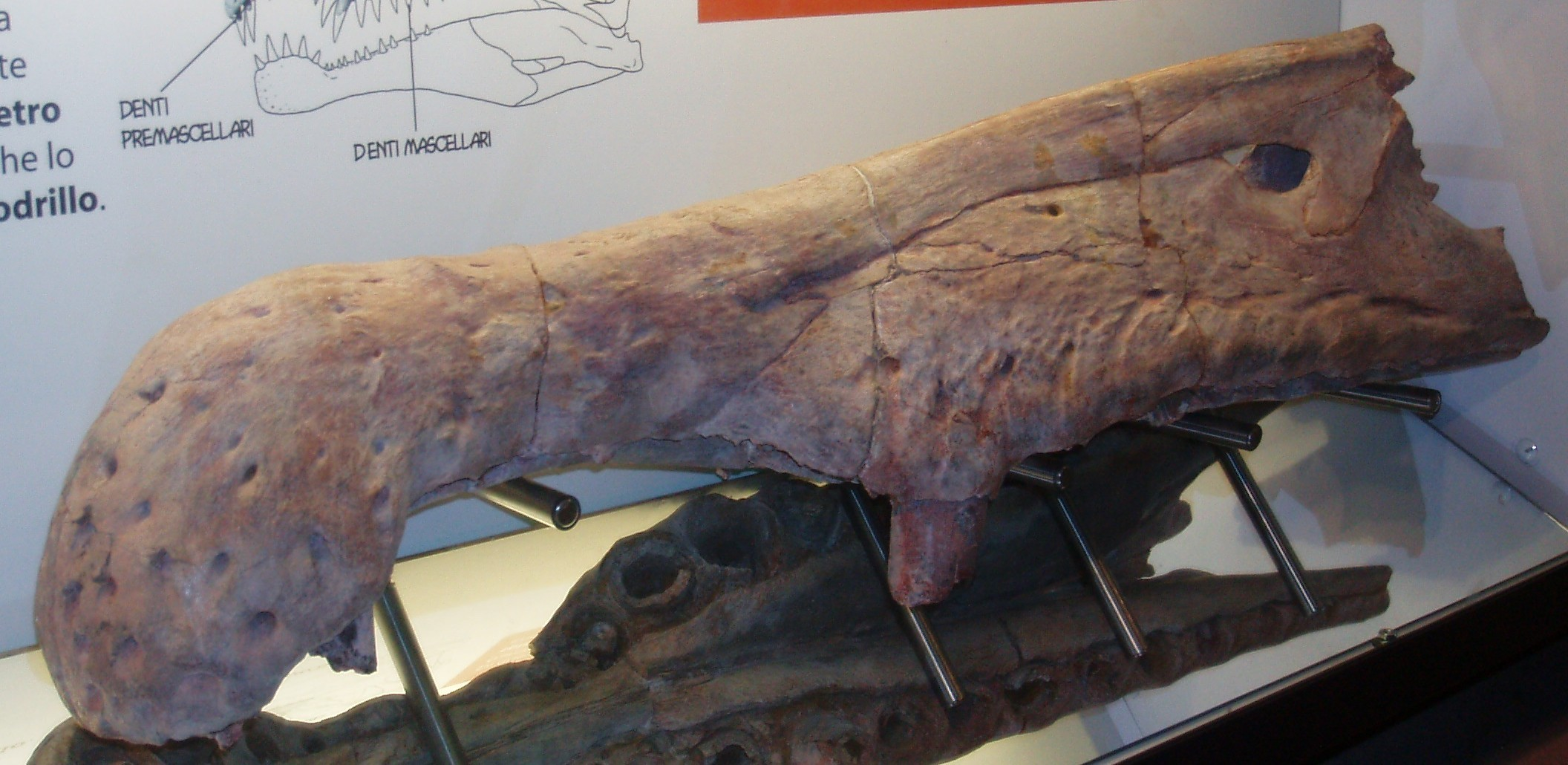
Museau de Spinosaurus aegyptiacus montrant les foramens sur le devant du museau.

Une étude histologique de plusieurs dents de Spinosaurus provenant du Maroc a également permis d'évaluer le développement moyen des dents de ces théropodes. Le temps de développement serait ainsi compris entre 250 et 300 jours pour la plus large d'entre elles et entre 200 et 250 jours pour la plus petite, ce qui est particulièrement court pour un animal de cette taille. Ce rythme de développement dentaire rapide semble pouvoir s'expliquer par une spécialisation de la dentition de Spinosaurus au régime piscivore. En effet, les dents de Spinosaurus ne sont pas adaptées à déchiqueter des proies massives comme celles de Tyrannosaurus rex et elles ne furent donc pas affectées par des contraintes physiques importantes. Ainsi, plutôt que d'avoir des dents massives, il était plus économique pour Spinosaurus de développer des dents en un temps relativement court. L'extrême abondance des dents de Spinosaurus dans les Kem Kem serait ainsi liée à un rythme de développement très rapide et à un taux de remplacement des dents particulièrement élevé.
Une analyse récente à l'aide d'un scanner (CT-scan) et portant sur le museau de Spinosaurus découvert au Maroc en 1975 a permis de découvrir que les multiples foramens se trouvant sur la partie antérieure du museau communiquent avec une cavité interne enfermée à l'intérieur des prémaxillaires. À la suite de la rétraction extrême des narines externes, la fonction de cette cavité interne, qui semble être unique chez les théropodes, ne serait pas olfactive ou respiratoire mais plutôt neurovasculaire. Certains scientifiques ont ainsi suggéré que Spinosaurus possédât des récepteurs de pression à l'intérieur du museau afin de donner à la gueule de l'animal une fonction tactile et de permettre ainsi à ce théropode de ressentir les mouvements d'un animal dans l'eau et de capturer des proies aquatiques même dans l'obscurité.Certains paléontologues pensent donc que c'est grâce à cela qu'il est devenu si grand, car son système de chasse était extrêmement efficace, ce qui lui aurait permis de se nourrir sans dépenser trop d'énergie.

### Fonction de l'élongation des épines neurales

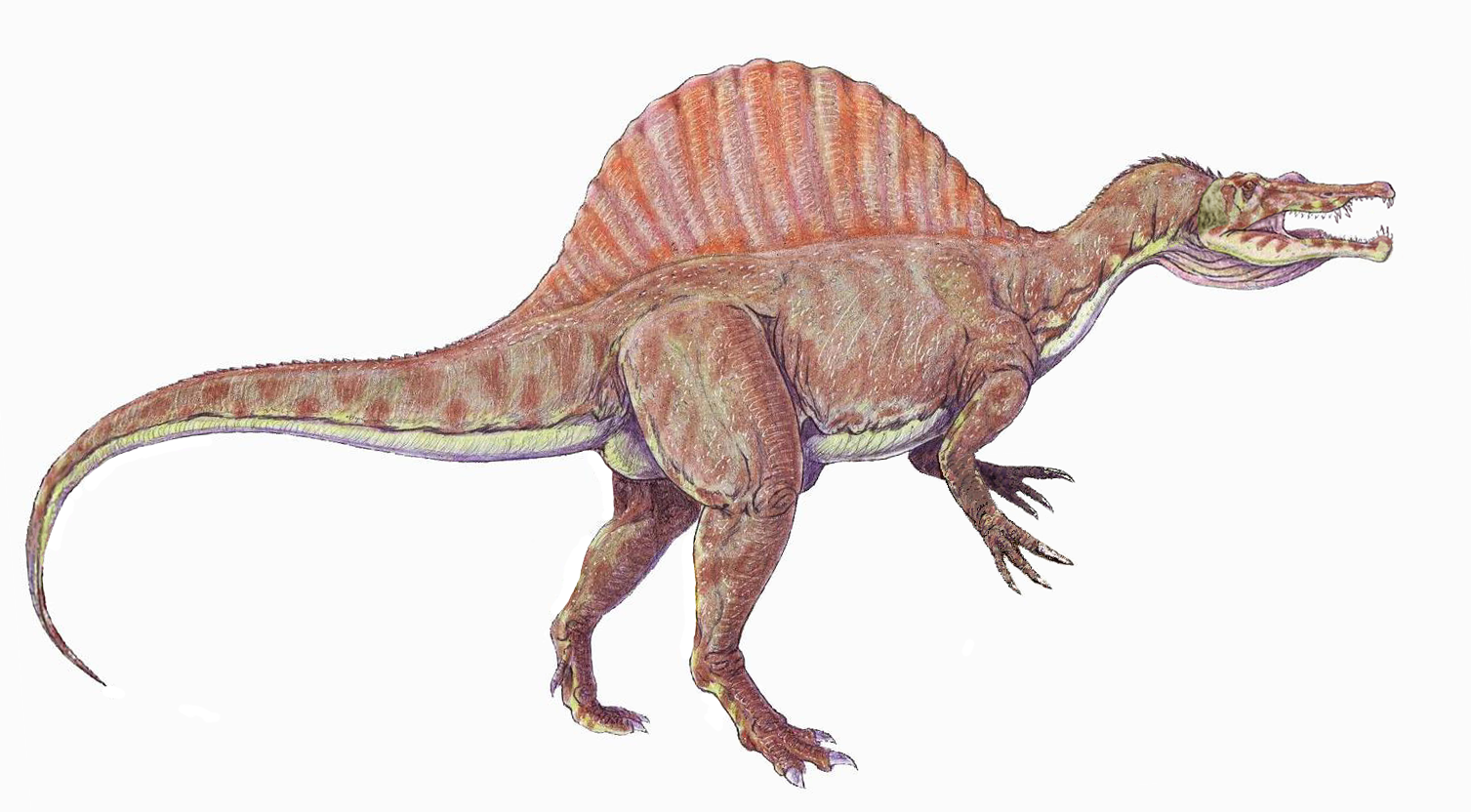
Représentation obsolète (Dimitri Bogdanov) d'un Spinosaurus avec sa voile dorsale.

Jack Bowman Bailey s'est interrogé sur la fonction de l'hypertrophie des épines neurales chez certains dinosaures comme Spinosaurus. Bailey remarque que la forme des excroissances dorsales chez l'ornithopode Ouranosaurus et chez Spinosaurus se rapproche beaucoup plus de celle du Bison que du pélycosaure Dimetrodon. De plus, le rapport entre la longueur de l'épine neurale et le centre (ou corps) vertébral est du même ordre de grandeur que celui du Bison antiquus, mais bien inférieur à celui du Dimetrodon. Par ailleurs, certaines épines neurales de Spinosaurus sont fortement inclinées ce qui, d'après Bailey, suggère qu'elles servaient de points d'attache à des ligaments et des muscles obliques puissants, d'où l'hypothèse d'une haute bosse dorsale dont le sommet se trouvait vers la région postérieure du dos de l'animal. Bailey en tire ainsi plusieurs conclusions : le centre d'équilibre de ce théropode devait, du fait de cette bosse, se trouver assez haut et en arrière, impliquant peut-être de cette manière une posture alternativement bipède et quadrupède pour ce dinosaure. Selon Bailey, il était fort peu probable que Spinosaurus fut un sprinter agile comme d'autres théropodes. Ce spinosauridé devait plutôt utiliser sa masse pour maîtriser de jeunes proies, ou encore pour dérober les prises des prédateurs plus agiles ou plus petits. D'après lui, si Spinosaurus était capable de s'attaquer à des sauropodes, c'est moins grâce à la vitesse qu'à sa masse : la bosse dorso-postérieure lui aurait permis de tirer efficacement vers l'arrière, pour déchirer ses proies. Finalement, Bailey, se basant sur des études ayant porté sur la locomotion des bisons, suggère que Spinosaurus a aussi pu être capable de poursuites à longue distance.
Dans l'interprétation de Stromer, les processus épineux de Spinosaurus sont décrits comme le support d'une voile dorsale haute et très étroite. Stromer rejette d'abord l'hypothèse adoptée plus tard par Bailey, selon laquelle les épines neurales pourraient servir de zone d'attache à une masse musculeuse puissante, comme chez le bison. Selon Stromer, une telle hypothèse est contredite par l'aspect lisse de la surface latérale des épines neurales et par la fragilité de leurs terminaisons supérieures (alors que la base est massive et solide). De plus, il est d'après lui difficile d'envisager une raison particulière d'un tel développement inhabituel de la musculature du dos. Stromer écartera également l'hypothèse d'une bosse de graisse qui, selon lui, est extrêmement improbable chez un animal carnivore. Le paléontologue allemand imagine donc plutôt sur le dos de Spinosaurus une haute crête osseuse sous-tendant une voile dorsale, mais sans donner d'explication quant à sa fonction.
Quelques paléontologues se sont pour leur part lancés dans des interprétations de cette voile, comme David Norman qui estime qu'elle aurait pu jouer deux rôles différents. Le premier serait de servir de signal soit pour s'identifier entre partenaires, soit pour intimider des rivaux. Le second rôle aurait été celui de régulateur thermique. Selon Norman, la voile pouvait être utilisée comme panneau solaire ou encore comme radiateur thermique afin de réguler la température du corps. D'après le paléontologue britannique, lorsque Spinosaurus présentait son corps au soleil, le sang des vaisseaux sanguins qui traversaient la voile de peau captait la chaleur et la diffusait dans tout le corps. Si l'animal faisait par contre face au soleil, la voile permettait de dissiper la chaleur à la manière d'un radiateur.

### Taille

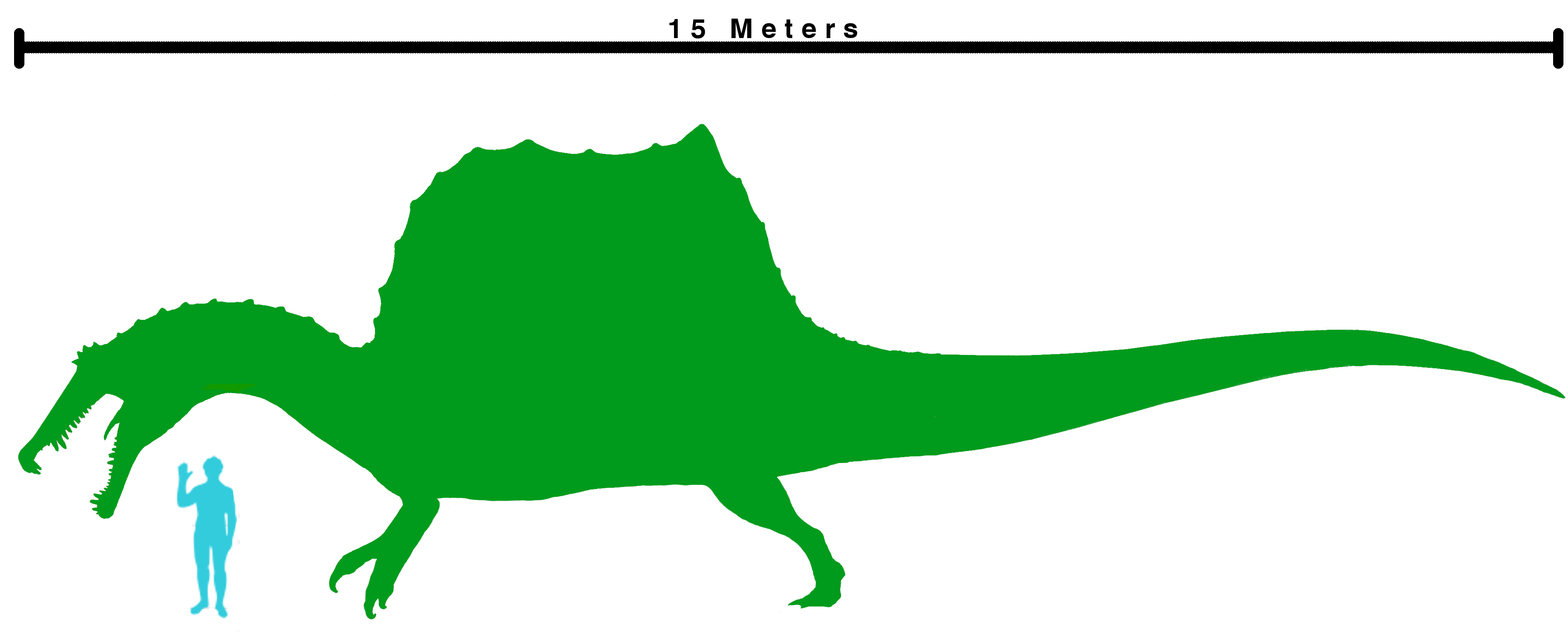
Comparaison de la taille d'un humain et celle d'un Spinosaurus.

En décrivant les restes de Spinosaurus, Stromer nota qu'il s'agissait d'un animal de grande taille sans toutefois spécifier sa longueur ni sa masse. Peu après cette description, Friedrich von Huene, puis plus tardivement Donald Glut, estimèrent que ce théropode pouvait atteindre plus de 15 mètres de longueur pour un poids de plus de 6 tonnes, et le considérèrent ainsi comme le théropode le plus grand à avoir existé. Bien qu'acceptant que Spinosaurus fût peut-être le plus long théropode, Gregory Paul réestima néanmoins le poids de l'animal à environ 4 tonnes, ce qui ne faisait plus de lui le théropode le plus lourd. Dal Sasso et ses collègues notèrent quant à eux que l'holotype de Spinosaurus était 20 à 30 % plus grand que Suchomimus et Baryonyx et que sa taille devait rivaliser avec celle des théropodes géants comme Tyrannosaurus.
Les débats sur le fait de savoir si Spinosaurus fut le théropode le plus grand reprirent de plus belle avec la découverte d'un museau de 98 centimètres provenant du Maroc. Sur base de l'anatomie du crâne des autres Spinosauridae (Suchomimus, Baryonyx et Irritator), les auteurs de la description du museau estimèrent la longueur du crâne de l'animal à environ 175 centimètres, c'est-à-dire environ 20 % plus grand que le crâne de l'holotype de Spinosaurus décrit par Stromer. Ils évaluèrent également la taille de l'animal entre 16 et 18 mètres sur base de l'anatomie du squelette de cet holotype et de Suchomimus. Ils calculèrent finalement le poids de l'animal à environ 7 à 9 tonnes en utilisant la méthode de Seebacher et en supposant que le corps de Spinosaurus fût de proportion égale à celui de Suchomimus. Avec une taille de plus de 16 mètres, Spinosaurus devenait ainsi le plus long théropode à avoir vécu sur Terre. Intrigués par de tels résultats (un théropode d'environ 17 mètres ayant un poids inférieur à un Tyrannosaurus de 12 mètres), Therrien et Henderson recalculèrent le poids de Spinosaurus sur base de cette même méthode de Seebacher et trouvèrent une masse différente, comprise entre 11,7 et 16,7 tonnes. En proposant une nouvelle méthode d'estimation de la taille et du poids des théropodes sur base de la longueur de leur crâne, ces auteurs trouvèrent avec un crâne de 175 centimètres une taille de plus de 14 mètres pour un poids excédant les 20 tonnes. Néanmoins, ils réévaluèrent la longueur du crâne à 150 centimètres (mesure prise entre le prémaxillaire et le condyle occipital plutôt qu'entre le prémaxillaire et l'extrémité postérieure du squamosal), ce qui leur donnèrent une taille de 12,5 mètres pour un poids d'environ 12 tonnes. D'après Therrien et Henderson, ces estimations de grandeur se rapprochent beaucoup plus de celles d'autres grands théropodes comme Tyrannosaurus et Giganotosaurus et sont déjà très proches des limites biomécaniques imposées par la bipédie.
La méthode de Therrien et Henderson appliquée aux Spinosauridae a été vivement critiquée par certains spécialistes des théropodes qui considèrent que ces paléontologues ne tiennent pas compte de l'élongation du crâne des Spinosauridae ni de la différence de proportion du corps et de la queue entre ces théropodes et des dinosaures carnassiers comme Tyrannosaurus et Carcharodontosaurus. De plus, ils estiment que Therrien et Henderson se basent sur des reconstitutions crâniennes de Spinosauridae erronées et qu'une réévaluation de la longueur du crâne n'est pas fondée,.
À l'heure actuelle, les dernières estimations calculées sur base d'un squelette reconstitué de Spinosaurus donnent à ce théropode une taille d'environ 15 mètres, ce qui en fait le plus grand théropode. Le crâne d'un nouveau squelette découvert en 2014 par une équipe internationale de paléontologue fut estimé à 112 centimètres. Ce squelette partiel semble être 32 % plus petit que le spécimen le plus large de Spinosaurus jusqu'ici découvert (à savoir le museau complet décrit en 2005). À partir de ces données, une taille d'environ 160 cm pour le crâne du spécimen le plus grand de Spinosaurus peut être ainsi calculée.

Comparaison de Spinosaurus aegypticus (taille basée sur les estimations de Dal Sasso et al.) avec les plus grands théropodes connus.

## Paléoenvironnement

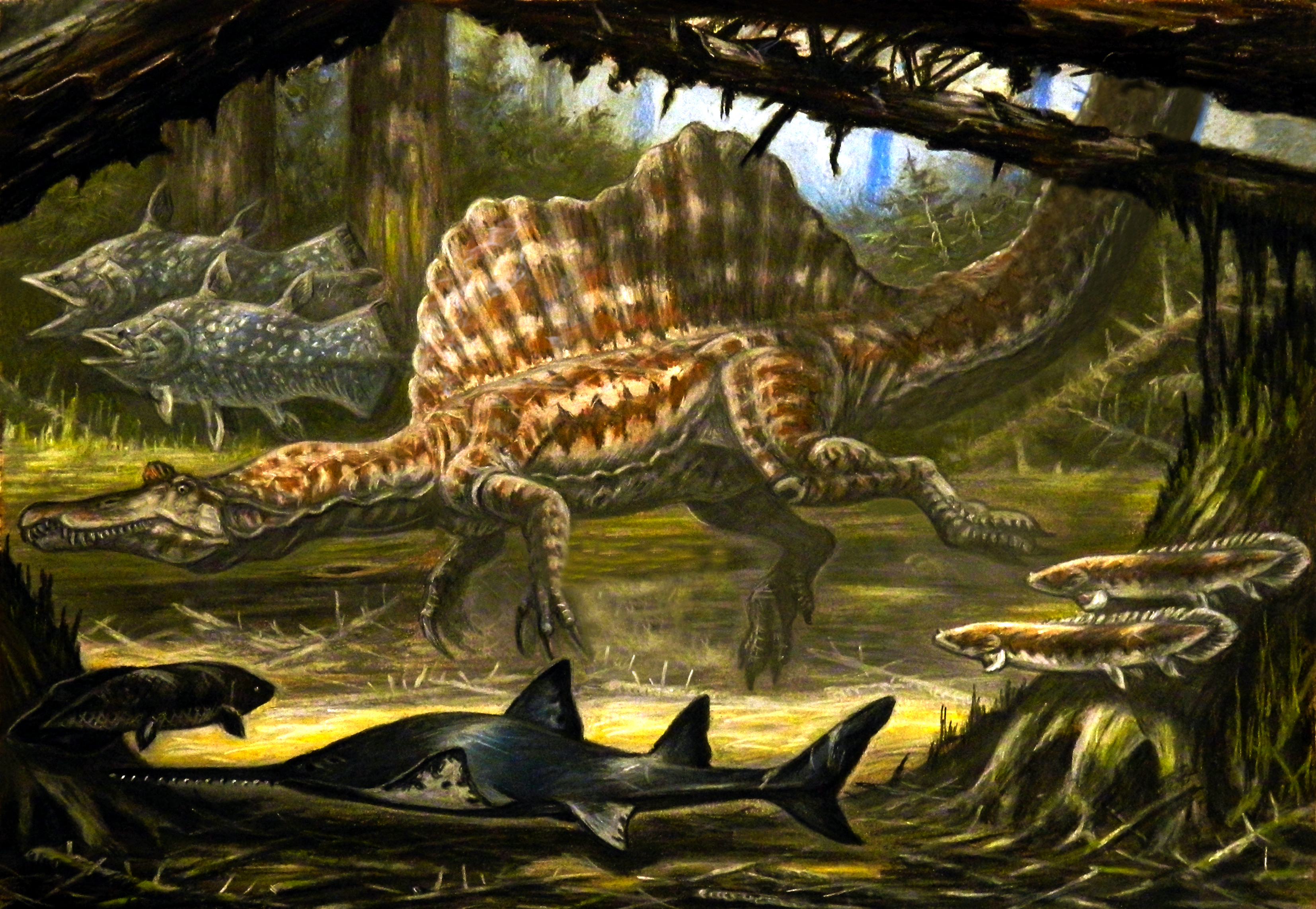
Vue d'artiste d'un Spinosaurus aegyptiacus dans un milieu aquatique.

Que ce soit à l'Albien ou au Cénomanien, les écosystèmes du Nord de l'Afrique et dans lesquels vivait Spinosaurus jouissaient d'une faune extrêmement diversifiée. Les animaux vivaient dans des environnements de types fluviatiles (deltaïques ou lagunaires) où les paysages s’apparentaient à de vastes plaines parsemées de lacs et sillonnées de rivières autour desquelles poussait une végétation luxuriante constituée de fougères, d'éphédrales, de bennétittales, de cycadales, de conifères et d’angiospermes,,.
En Tunisie, la Formation albienne de Chenini a fourni entre autres des requins, des actinoptérygiens, des tortues, des crocodiles, des ptérosaures et des dinosaures. Parmi ces derniers figurent des théropodes du genre Carcharodontosaurus, des sauropodes et des Iguanodontidae.
Les faunes cénomaniennes trouvées en Égypte, au Maroc et au Niger sont fort semblables et également très diversifiées.
Dans les Kem Kem, elles se constituent d'élasmobranches (Hybondontiformes, Lamniformes, Squaliformes) et de sarcoptérygiens (Dipnoi du genre Ceratodus et Coelacanthiformes du genre Mawsonia) pour les poissons. Des tortues d’eaux douces (Pelomedusidae, Bothremydidae, Podocnemididae et Araripemydidae), des serpents, des varanoïdes ainsi que des crocodiliens terrestres de petite et de grande taille (Libycosuchidae, Trematochampsidae, Dyrosauridae, Notosuchidae, Stomatosuchidae) sont également présents,. La niche écologique des airs n’était pas non plus dépourvue de vertébrés puisque les ptérosaures (Anhangueridae, Azhdarchidae, Tapejaridae, etc.) dominaient le ciel à cette époque. Les théropodes sont particulièrement abondants au Maroc avec cinq familles incontestables, en plus de celle de Spinosaurus : les Carcharodontosauridae (Carcharodontosaurus saharicus), les Abelisauridae, les Noasauridae (Deltadromeus agilis), les Sigilmassasauridae (Sigilmassasaurus brevicollis) et les Dromaeosauridae,,,. Cette abondance de dinosaures carnivores contraste nettement avec la pauvre diversité des formes herbivores qui ne sont représentées que par les sauropodes (Rebbachisauridae, Dicraeosauridae, Titanosauridae) et peut-être quelques ornithischiens,.
Le site de Baharija en Égypte comprend également des élasmobranches, des poissons d’eau douce du genre Lepidotes, Neoceratodus et Mawsonia, des squamates, des tortues, des crocodiles terrestres (Libycosuchus, Stomatosuchus), des plésiosaures, des théropodes (Carcharodontosaurus, Bahariasaurus ingens, Tameryraptor) ainsi que des sauropodes (Aegyptosaurus baharijensis, Paralititan stromeri),.
La Formation d'Echkar du Niger a fourni quant à elle une faune diverse de crocodiliens avec la présence de Notosuchia (Anatosuchus, Araripesuchus), de Mahajangasuchidae (Kaprosuchus) et de Stomatosuchidae (Laganosuchus). Les dinosaures y sont également diversifiés avec l'existence (en plus de Spinosaurus) d'Abelisauridae (Rugops primus) et de Carcharodontosauridae (Carcharodontosaurus) ainsi que plusieurs sauropodes (Rebbachisauridae, Titanosauria).

## Culture populaire

### Évolution des représentations du crâne deSpinosaurusdans les livres
Bien que Stromer dans la description qu'il fait de Spinosaurus évoque un animal avec un museau plus long et plus étroit que celui des autres théropodes comme Tyrannosaurus, les premières reconstitutions de Spinosaurus, telles que celles de Lapparent et René Lavocat et plus tardivement de Norman, le représentent comme un théropode muni d'un crâne semblable à celui d'autres dinosaures carnivores comme Carnosauria. Cette représentation erronée du crâne de Spinosaurus change dès la description de nouveaux éléments crâniens de Spinosauridae par Taquet qui fait remarquer pour la première fois que ces théropodes sont pourvus d'un museau long et étroit proche de celui de nos gavials actuels. Buffetaut fut quant à lui le premier à figurer un crâne de Spinosaurus avec un museau allongé. Le crâne doit être à présent dessiné avec une crête nasale unique depuis que l'on sait que Spinosaurus en possédait une au sommet de la tête, juste au-dessus des orbites.

### Ventes aux enchères
Un crâne et une mandibule de Spinosaurus aegyptiacus furent mis en vente à l'Hôtel Drouot, célèbre hôtel de ventes aux enchères de Paris, le 7 juillet 2005. Ce spécimen de Spinosaurus était toutefois chimérique puisqu'il s'agissait d'un modèle composite constitué à 50 % d'os originaux provenant des grès infra-cénomaniens de la région des Kem Kem, au Maroc. Les ossements, qui appartiennent probablement à plusieurs individus, furent intégrés avec des moulages afin de reconstituer une mandibule et un crâne complets. D'après le catalogue de vente, il s'agissait d'un spécimen subadulte provenant de l'ancienne collection d'un géologue français établi en Afrique du Nord. Selon le fascicule, ce géologue avait découvert les ossements au milieu du XXe siècle et les avait conservés pendant plus de 40 ans. Le catalogue ne mentionnait cependant pas la présence d'un grand nombre de moulages et ne donnait aucune garantie que l'entièreté des éléments crâniens provenait d'un même individu. Il n'évoquait pas non plus le fait que le collectionneur français ait fait appel à une société italienne de Trieste (Stoneage) afin de restaurer le crâne et la mandibule et de les assembler de manière esthétique. La pièce fut estimée entre 200 000 et 250 000 euros mais le Muséum d'histoire naturelle de Paris, qui exerça le droit de préemption dont disposent les organismes d'État afin d'acquérir prioritairement le spécimen, le préempta à 81 000 euros (97 468 euros frais compris) au terme des enchères. Le Muséum infirma plus tard l'achat après avoir examiné le spécimen composite et après avoir été alerté par le British Museum qui s'était également vu proposer celui-ci.
Un squelette composite de Spinosaurus aegyptiacus a également été mis aux enchères dans le même hôtel de ventes de Paris le premier décembre 2009. Constitué à 50 % d'os originaux fragmentaires provenant de mêmes couches cénomaniennes des Kem Kem, il fut mis à prix à 250 000 euros mais n'a pas trouvé preneur au terme de la vente. Les ossements originaux viennent de plusieurs individus de même taille et ont été collectés pendant 25 ans avant d'être examinés et restaurés au Muséum civil d’Histoire Naturelle de Milan. D'après le catalogue de vente, seuls les ossements sans réel intérêt scientifique ont été utilisés dans le montage de ce squelette, les autres ossements collectés au Maroc (une vingtaine environ) ayant été gardés par les scientifiques du musée italien.

### Cinéma

#### Jurassic Park 3
Spinosaurus a été largement rendu célèbre grâce au troisième opus de la série des Jurassic Park, Jurassic Park 3, réalisé par Joe Johnston et sorti en 2001. En effet, le dinosaure vedette du film n'est autre que ce Spinosauridae, qui est dépeint comme un dinosaure carnivore plus terrible encore que Tyrannosaurus : Spinosaurus affronte ce dernier et parvient à lui briser la nuque sans difficulté, le combat ne durant que quelques secondes.
Le paléontologue Jack Horner, conseiller scientifique des Jurassic Park, considère que Spinosaurus fut le plus grand de tous les théropodes, mais également un prédateur puissant, plus féroce encore que Tyrannosaurus. Néanmoins, les scientifiques ayant travaillé sur les Spinosauridae s'accordent à dire que ces théropodes ne furent pas de super-prédateurs capables de s'attaquer à de grosses proies, comme les Tyrannosauridae et les Carcharodontosauridae,. D'après eux, le crâne long et frêle des Spinosauridae se rapproche beaucoup de celui de l'actuel gavial. Des études suggèrent que la mâchoire du Spinosaurus n'est pas faite pour mordre d'autres prédateurs, contrairement au Tyrannosaurus, la mâchoire de ce dernier étant beaucoup plus forte. Une étude biomécanique réalisée sur le museau de Baryonyx walkeri a en effet révélé que le museau des Spinosauridae et celui du gavial sont fonctionnellement convergents. Par ailleurs, Spinosaurus et Tyrannosaurus ne furent pas contemporains, puisqu'environ 30 millions d'années séparent ces dinosaures, et ils ne vivaient pas non plus au même endroit ils n'ont donc jamais pu s'affronter, Spinosaurus habitant le Nord de l'Afrique tandis que Tyrannosaurus n'a été retrouvé qu'en Amérique du Nord. Des études isotopiques réalisées sur les dents de Spinosaurus tendent à démontrer qu'il s'agissait d'un animal partiellement semi-aquatique, si bien qu'une scène du film mettant en scène un Spinosaurus immergé dans un lac est scientifiquement plausible.
Le choix de Spinosaurus comme antagoniste pour le film fut volontaire afin d'amener un rafraîchissement dans la saga, afin que les spectateurs ne soient pas lassés du T-rex, au point même que le logo de la saga fut modifié pour l'occasion. Pour l'anecdote, il fut prévu au départ le Baryonyx à la place mais fut remplacé car Spinosaurus était plus grand et donc plus dangereux. Si l'idée était plutôt bonne à la base, le fait qu'il tue le T-rex du film fut très mal perçu par les fans et reste encore débattu.

#### Autres apparitions
Une reconstitution grandeur nature de Spinosaurus apparaît à l'arrière-plan dans le film Sin City.
Un squelette de spinosaure apparait dans le film Jurassic World, lorsque Rexy, le tyrannosaure du premier film, s’apprête à combattre l'Indominus Rex, il détruit le squelette, ce qui est symboliquement une revanche du T-rex sur son précédent adversaire du troisième opus.

### Livres
Dans le manga One Piece, le "Tobi Roppo" Page One de l'équipage des cent bêtes a la capacité de se transformer en spinosaurus grâce à un fruit du démon.

### Télévision

#### Documentaires
En 2009, la Discovery Channel a produit un documentaire intitulé Monsters Resurrected: Biggest Killer Dino et consacré à Spinosaurus. Les conseillers scientifiques de ce documentaire furent Thomas Holtz, Kenneth Lacovara et Lawrence Witmer et, selon eux, Spinosaurus aurait été le prédateur dominant d'Afrique du Nord au Cénomanien. Il se serait nourri de proies telles que le théropode Rugops et aurait tué sans difficulté des carnivores géants comme Carcharodontosaurus et le crocodilien Sarcosuchus avec qui il n'a pourtant jamais cohabité, les deux animaux étant séparés par 12 millions d'années, bien qu'il fût également adapté à pêcher le poisson grâce à sa large voile osseuse, dont l'ombre aurait peut-être attiré les poissons, et des récepteurs sensoriels à l'extrémité du museau et présents également chez les alligators actuels. Néanmoins, des changements climatiques survenus à la fin du Cénomanien auraient causé la disparition de Spinosaurus qui n'a pas pu s'adapter à ces changements et se contenter de proies devenues de plus en plus rares. Dans ce documentaire, il est montré beaucoup trop grand, proportionnellement trop court, ce qui a pour conséquence une exagération de la hauteur de l'animal, sachant qu'il était supposé mesurer 18 mètres à l'époque. En effet, on le voit capable d'attraper un Rugops de 8 mètres de long avec une seule main et dépasser en taille les Paralititan, son crâne est aussi erroné (car basée sur celui de Suchomimus) et il n'a pas les paumes des mains qui se font face (erreur retrouvée dans beaucoup de reconstitutions de Dinosaures).
En 2011, un second documentaire produit par la BBC et intitulé Planet Dinosaur: Lost World fut également consacré à Spinosaurus où il est représenté d'une façon beaucoup plus exacte et dont le mode de vie semble être plus proche d'un animal semi-aquatique comme les crocodiles actuels que d'un animal terrestre si bien que ce prédateur, le plus grand tueur à avoir foulé la terre ferme, chassait le plus clair de son temps dans l'eau et fut ichtyophage.

#### Dinosaur King
Un Spinosaure, d'abord dépourvu de nom puis nommé Spiny par ses propriétaires, apparaît dans la série animée japonaise Dinosaur King, dans le deuxième épisode de la série où il est ramené à la vie en Égypte. Comme tous les dinosaures de l'histoire, Spiny possède des pouvoirs. Dans son cas, ils sont basés essentiellement sur l'eau. C'est également un excellent nageur. Clin d'œil à Jurassic Park 3, à qui Dinosaur King semble avoir repris le design, ce Spinosaurus affronte Terry, le Tyrannosaurus du Gang Alpha. Cependant, à l'opposé du film, c'est ici le Tyrannosaurus qui l'emporte, tandis que le Spinosaure est capturé et mis sous contrôle par le Gang Alpha. Il agit par la suite comme l'un de leurs dinosaures durant toute la série.

#### Jurassic World: Le Colo du Crétacé
Le même Spinosaure présent dans Jurassick Park 3 dans la quatrième saison de Jurassic World: la Colo du Crétacé, situé chronologiquement entre les films Jurassic World et Jurassic World: Fallen Kingdom. De nombreuses années après les évènements d'Isla Sorna, le Spinosaure a été capturé par la société rival d'InGen, Mantha Corp, et placé dans un biodrome désertique sur l'île où Mantha Corp procède à des expériences sur des dinosaures principalement volés à InGen. Lorsque les protagonistes débarquent sur l'île, ils croisent à quelque reprise le Spinosaure mais parviennent toujours à lui échapper de justesse. Notamment, il sauve invonlontairement les adolescents d'un Smilodon qu'il devorera après l'avoir saisi dans ses machoires.

### Jeux vidéo
Spinosaurus apparaît dans les jeux vidéo adaptés de la série Jurassic Park, notamment dans ceux édités après 2001, date de la sortie de Jurassic Park 3, opus dont il est l'icône. Néanmoins, il est déjà présent dans Warpath: Jurassic Park, un jeu adapté de la série et sorti en 1999. On le trouve notamment dans Jurassic Park: Operation Genesis.
On retrouve également Spinosaurus dans le jeu vidéo Dinosaur King adapté de la série éponyme. Il apparaît aussi dans Jurassic: the hunted, dans Paraworld, dans ORION : Dino Horde, dans Ark: Survival Evolved, Primal Carnage, Jurassic World Evolution, Path of Titans…

### Philatélie
Des timbres-poste à l'effigie de Spinosaurus ont été émis en Angola (1991), en Gambie (1992), aux Maldives (1994), au Tadjikistan (1994), au Liberia (1999) et en Guinée (2002),.

### Art public

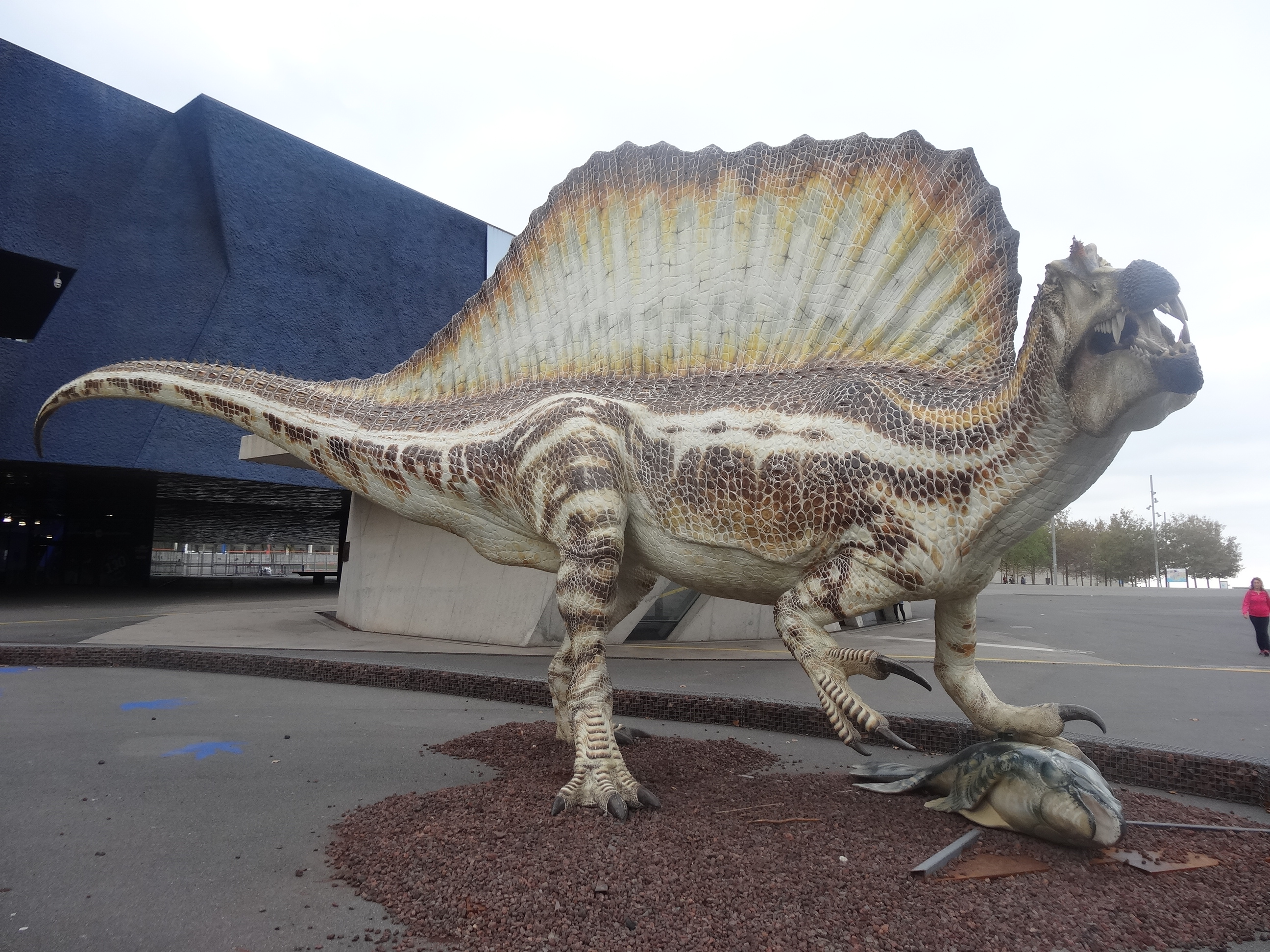
Le Spinosaure de Barcelone, dans le parc du Forum.

La sculpture géante Le Spinosaure, popularisée le tourisme international et les réseaux sociaux, accueille les visiteurs du Musée des Sciences naturelles de Barcelone (dit Musée Bleu), dans le parc du Forum, au nord de la ville.